# Institut français d'études anatoliennes
Ne pas confondre avec Institut français d'études andines (IFEA).
L’Institut français d’études anatoliennes (IFEA) — en turc : Fransız Anadolu Araştırmaları Enstitüsü — est un centre de recherche français dépendant du ministère de l'Europe et des Affaires étrangères et du Centre national de la recherche scientifique (CNRS). Il fait partie du réseau des instituts français de recherche à l'étranger (UMIFRE).

## Présentation générale
L'IFEA fut créé en 1930 sous le nom d'Institut français d'archéologie de Stamboul. Il a par la suite étendu ses activités à l'urbanisme avec la création de l'Observatoire urbain d'Istanbul (OUI) en 1988, la politique par le biais de l'Observatoire de la vie politique turque (OVIPOT) crée en mars 2005, la turcologie et l'histoire ancienne et médiévale. Les principaux axes de recherche sont orientés sur l'Anatolie et ses régions périphériques : Balkans et Caucase selon les périodes d'études (byzantines, ottomanes ou République turque). L'Institut dispose aussi d'une bibliothèque et d'une cartothèque.
Plus qu'un simple institut de recherche, l'IFEA est un acteur essentiel dans les relations scientifiques franco-turques. Cet institut permet à la France de suivre les changements intervenant en particulier à Istanbul, métropole devenue aujourd'hui très prospère et ouverte autant sur son histoire (époques byzantines et ottomanes) que sur son processus de transformation actuel (deux musées d'art moderne, une biennale…).
Il s'agit aussi du plus important centre de recherche européen en Turquie.
Chaque année une cinquantaine de chercheurs et d'étudiants francophones de tous horizons désireux de travailler sur la Turquie et ses régions périphériques trouvent au sein de l'IFEA un relais, un point de contact.
Un certain nombre de bourses sont mises à la disposition des publics sous réserve d'acceptation. L'IFEA organise des conférences et débats en collaboration avec d'autres instituts et universités et participe à de nombreuses manifestations.
Enfin, l'Institut est l'intermédiaire quasi-incontournable entre universités et centres de recherche français et turcs. Il est aussi un défenseur de la Francophonie en Turquie.
Le siège de l'IFEA se situe dans le quartier de Beyoğlu à Istanbul. L'Institut possède depuis 2003 une antenne à l'étranger, l'Observatoire du Caucase implanté à Bakou en Azerbaïdjan.

## Directeurs de l'IFEA

### Albert Gabriel(1930-1941 et 1945-1956)
Premier directeur de l'Institut français d'études anatoliennes, celui que l'ambassadeur de Turquie à Paris surnomme « le plus turc des Français » commence sa carrière en Grèce et en Égypte avant de s'établir en Turquie où il fait des aller-retours fréquents depuis 1908. C'est en 1930 qu'il fonde, avec l'ambassadeur de France en Turquie, l'Institut Français d'archéologie qui deviendra l'IFEA en 1975. Ses travaux sur les monuments turcs d'Istanbul et d'Anatolie à commencer par ceux de la Cappadoce (Kayseri-Niğde) lui valent une renommée et une reconnaissance importante en Turquie.

### Henri Seyrig(1941)
Henri Seyrig est étudiant à Oxford en 1914 lorsqu’éclate la guerre. Il s’illustre sur le front de l’Est puis rejoint l’armée d’Orient en Macédoine en 1917. Passionné par la Grèce, il entre à l’École d’Athènes en 1922 et effectue trois voyages en Syrie entre 1924 et 1928. Directeur des Antiquités de Syrie et du Liban sous mandat français entre 1929 et 1941, il organise les fouilles archéologiques du temple de Bel à Palmyre, du Krak des Chevaliers et du sanctuaire d’Héliopolis à Baalbek.

### Henry Corbin(1941-1945)
Philosophe, germaniste, iranologue, arabisant, Henry Corbin mena l'existence remplie d'un chercheur laborieux, d'un découvreur et d'un penseur aussi inspiré qu'érudit. C'est l'un des rares philosophes à traiter de l'islam iranien en général et de la gnose chiite en particulier. Élève d'Étienne Gilson et Jean Baruzi, Louis Massignon lui révèle la « théosophie orientale » de Sohrawardî qui oriente définitivement sa vocation philosophique. Après plusieurs séjours en Allemagne, il publie en 1937 la première traduction française d'Heidegger sous le titre « Qu'est-ce que la métaphysique ? ».
En 1939, Julien Cain lui offre de partir pour six mois à Istanbul, comme pensionnaire d'abord, puis comme responsable de l'Institut français, séjour qui se prolongea pendant toute la durée de la guerre. C'est là que Henry Corbin prépare les éditions critiques des philosophes de l'Islam, singulièrement de Sohrawardî et entreprend la découverte du champ, à peu près inexploré jusqu'alors, de la philosophie iranienne islamique.
En 1945, il est chargé de fonder et d'organiser le Département d'iranologie de l'Institut français de Téhéran. Il y fonde la « Bibliothèque iranienne » où seront publiés les classiques de cette tradition oubliée. En 1954, il est nommé directeur d'études « Islamisme et religions de l'Arabie » à l'École pratique des hautes études. En 1974, il fonde un Centre international de recherche spirituelle comparée à l'Université Saint-Jean de Jérusalem.

### Louis Robert(1956-1964)
Historien et archéologue français spécialiste de la Grèce antique et plus particulièrement d'épigraphie et de numismatique, Louis Robert est né en 1904 dans le Limousin. Profondément marqué par une enfance rurale, il mène ses études à Paris, au lycée Louis-le-Grand et intègre l’École normale supérieure en 1924. En 1927, il devient membre de l’École Française d’Athènes. Durant les années qu'il passe en Grèce, Louis Robert ne fouille pas mais parcourt le pays et la Turquie voisine. En 1932, de retour d'Athènes, il est nommé directeur d'études à l’École pratique des Hautes Études. Il reçoit ensuite la proposition d'une mission d'exploration archéologique en Asie Mineure, mission renouvelée en 1934. L'Asie mineure occupe rapidement une place privilégiée, qu'elle ne quittera plus, dans ses études scientifiques et lui donne matière à son premier livre, Les Villes d'Asie Mineure en 1935 suivi en 1937 des Études anatoliennes. Il devient ensuite professeur d’Épigraphie et d’antiquités grecques au Collège de France en 1939 et membre de l’Académie des inscriptions et belles-lettres en 1948 qui dit de Louis Robert qu’il était un « très grand historien, se distinguant par l’étendue de ses intérêts et l’extraordinaire maîtrise de sources dont il contribua, plus que tout autre, à montrer qu’elles ne pouvaient être correctement interprétées que par leur constante confrontation : inscriptions, mais aussi textes littéraires de toute sorte, récits de voyageurs, monnaies, reliefs figurés, monuments divers, qui toujours doivent être replacés dans leur contexte historique et géographique. L’un de ses plus grands mérites fut sans aucun doute cette lutte incessante pour briser le carcan de spécialités repliées sur elles-mêmes. »

### Emmanuel Laroche(1964-1975)
Linguiste et hittitologue français, Emmanuel Laroche est né à Clamart le 11 juillet 1914. Ancien élève de l'École normale supérieure et agrégé de grammaire, il réalise une thèse sur L'histoire de la racine NEM en grec ancien (1949). Il se spécialise dans le domaine des langues et civilisations anatoliennes et en particulier le hittite. Après avoir enseigné à l'université de Nancy, il est nommé en 1946 à l'université de Strasbourg, où il demeure jusqu'en 1972. Parallèlement, il enseigne à l'École pratique des hautes études à partir de 1952.
De 1964 à 1975, il est directeur de l'Institut français d'archéologie d'Istanbul (qui deviendra par la suite l'Institut français d'études anatoliennes) où il débute les fouilles de Zeyve Höyük-Porsuk et de Meydancıkkale (en) (Gülnar, 1971). Il participe aux travaux de l'équipe de Ras-Shamra/Ugarit (Syrie). En 1972, il est élu à l'Académie des inscriptions et belles-lettres. Il était membre également de l'Académie autrichienne des sciences. Il est nommé en 1973 au Collège de France à la chaire de « Langues et civilisations de l'Asie Mineure ».

### Henri Metzger(1975-1980)
Né à La Tronche le 19 août 1912 et mort à Vaison-la-Romaine le 2 octobre 2007, Henri Metzger était un archéologue et helléniste français. Après des études à l'École normale supérieure et l'obtention d'une agrégation de lettres classiques, il devient membre de l'École française d'Athènes (1938-1939 ; 1940-1945) puis de l'Institut français d'archéologie d'Istanbul (1945-1947). Docteur en 1950, il accomplit la majeure partie de sa carrière à l'université de Lyon (chaire d'Histoire de l'art antique) et a été directeur de la mission archéologique française de Xanthos et du Létôon, en Lycie (Turquie), de 1962 à 1978. Il a dirigé l'Institut français d'archéologie d'Istanbul de 1975 à 1980 et a été élu membre de l'Académie des inscriptions et belles-lettres en 1989 au fauteuil de Paul Imbs. Sa nomination, en 1975 à la direction de l’Institut français d'archéologie d'Istanbul fut pour cette institution le signal d’une renaissance. Premier directeur résidant depuis 1955, il élargit l'horizon scientifique de l'Institut à l’étude de la Turquie moderne et contemporaine, et l’Institut d’archéologie devint l’« Institut français d’études anatoliennes ». Nul ne s’étonnera que le directeur ait apporté tous ses soins à l’enrichissement et à l’aménagement de la bibliothèque. Il prit aussi très au sérieux la gestion matérielle de l’ancien pavillon des drogmans. Les pensionnaires et les hôtes de passage purent bénéficier d’une eau courante qui n’était désormais plus coupée plusieurs fois par jour.

### Georges Le Rider(1981-1984)
Georges Charles Le Rider, né à Saint-Hernin (Finistère) le 27 janvier 1928, est un historien, bibliothécaire et administrateur français, spécialiste de la numismatique grecque, qui dirigea la Bibliothèque de France (Paris). Après l'École normale supérieure et l'agrégation, Georges Le Rider devient membre de l'École française d'Athènes (1952-1955). Il est ensuite membre de l'Institut français d'archéologie de Beyrouth de 1955 à 1958. Il commence sa carrière au sein de la Bibliothèque nationale, comme conservateur puis directeur du département des médailles, monnaies et antiques (1958-1961-1975). Il poursuit cependant ses recherches, étant nommé directeur d'étude à l'École pratique des hautes études en 1964 puis professeur à l'Université de Lille.
En 1975, il quitte les Monnaies et médailles pour devenir administrateur général de la Bibliothèque nationale. Il le reste jusqu'en 1981, date à laquelle il prend la direction de l'Institut français d'études anatoliennes d'Istanbul. Il reprend un poste dans l'enseignement supérieur en 1984, tout en étant directeur d'un groupe de recherche au CNRS. Il est élu membre de l'Académie des inscriptions et belles-lettres en 1989 et a été professeur d'histoire économique et monétaire de l'Orient hellénistique au Collège de France de 1993 à 1998. Par décret du 7 avril 1977, Georges Le Rider est promu au grade de Chevalier de l'Ordre national de la Légion d'Honneur. Il y est promu officier le 30 janvier 2008. Georges Le Rider a encore été Conservateur du manoir et du musée de Kerazan en Bretagne, à Loctudy.

### Jean-Louis Bacqué-Grammont(1984-1991)
Né en 1941, Jean-Louis Bacqué-Grammont a étudié le turc, le persan et l’arabe à l’INALCO. Ses recherches se tournent également vers la littérature géographique ottomane. Auteur de 150 articles, ouvrages et traductions, il est membre correspondant de la Société d’histoire turque et de la Société de la langue turque (Ankara). On lui doit la création de plusieurs revues de l'IFEA Anatolia Moderna, Yeni Anadolu et Varia Turcica.

### Jacques Thobie(1991-1994)
Spécialiste de l'histoire des relations internationales contemporaines, en particulier dans l'aire moyen-orientale, Jacques Thobie fait autorité dans ces domaines. Riche et varié, son cursus relève une longue activité professorale et un engagement soutenu dans les divers aspects de la vie universitaire. À l'IFEA, il s'attacha à développer la publication des travaux de chercheurs de l'Institut en tant que directeur de la revue Anatolia Moderna, Yeni Anadolu dont il assura la sortie des numéros 3 à 5.

### Stéphane Yerasimos(1994-1999)
Historien ottomaniste, architecte, urbaniste, Stéphane Yerasimos est né le 29 janvier 1942 à Istanbul dans une famille rum (grecque orthodoxe), il poursuit des études d'architecture dans la prestigieuse Académie des beaux-arts (aujourd’hui l’université Mimar-Sinan). À ses deux langues maternelles, le grec et le turc, s’ajoute plus tard celle de son pays d’adoption, le français, dans laquelle il rédige une trentaine de livres et plus de deux cents articles.
Enseignant-chercheur en urbanisme, l’histoire plus encore que l’architecture devenait son domaine de prédilection. Son premier ouvrage sur le sous-développement qui entravait la Turquie devait, dès sa parution, consacrer sa notoriété dans son pays d’origine.
C’est dans un domaine différent que Stéphane Yerasimos a commencé à être connu en France, par ses rééditions, chez François Maspero, des récits d’anciens et illustres voyageurs comme Ibn Battuta, Marco Polo, Thévenot, Tournefort, Nicolas de Nicolay. Son travail ne pouvait laisser indifférent un géographe comme Yves Lacoste qui l’invita à rejoindre le comité de rédaction de sa revue Hérodote.
L’éventail des thèmes que Stéphane Yerasimos aborde est large — des traditions funéraires et de l’organisation des cimetières aux registres des tribunaux, en passant par les recettes de cuisine du palais impérial aux XVe et XVIe siècles. Il est commissaire artistique d’expositions où s’exhibent les splendeurs ottomanes : Süleyman le Magnifique en son temps, au Grand-Palais en 1990, et Topkapı à Versailles. Trésors de la cour ottomane Pierre Chuvin, « Topkapı à Versailles. Trésors de la cour ottomane (exposition) », sur Encyclopædia Universalis (consulté le 30 juin 2015), en 1999.

### Paul Dumont(1999-2003)
Historien français, Paul Dumont soutient sa thèse de doctorat d'État en 1987, à l'université Strasbourg-II : De l’Empire ottoman à la Turquie actuelle. Études d’histoire politique, sociale et culturelle. Il travaille sur la sociabilité dans l'Empire ottoman, et notamment la franc-maçonnerie, à la Turquie de l'entre-deux-guerres, ainsi que sur les voyages d'études des attachés militaires français dans les provinces orientales de l'Empire ottoman.

### Pierre Chuvin(2003-2008)
Né en 1943, Pierre Chuvin est helléniste et historien. Spécialiste de la Grèce antique et de l'Orient contemporain, il obtient l'agrégation de lettres classiques (1966), étudie le turc et le grec moderne à l'Institut national des langues et civilisations orientales, devient docteur d'État (grec ancien) en Sorbonne, et professeur à l'université Blaise-Pascal de Clermont-Ferrand puis à Paris X (Nanterre). De 1993 à 1998, il crée et dirige l'Institut français d'études sur l'Asie centrale, basé à Tachkent.

### Nora Seni(2008-2012)
Nora Seni est née à Istanbul. Après ses études au lycée Notre-Dame de Sion, elle étudie l’économie en France. Elle est l'auteure d'un doctorat sur la mondialisation dans l'industrie dont la traduction a été publiée chez Birikim en 1978. Professeure à l'Institut français de géopolitique de l'université Paris-VIII elle a travaillé sur les enjeux de genre dans la ville ottomane, sur les minorités non musulmanes, notamment sur les juifs. Elle a publié plusieurs recherches sur la philanthropie dans l'Empire ottoman au XIXe siècle et sur le mécénat contemporain à Istanbul. Elle fut membre du conseil scientifique de la revue Les Cahiers du judaïsme jusqu’à sa disparition en 2009 et du Turkish Review (jusqu'à sa disparition en 2016). Elle réalise des films documentaires dont Si je t'oublie Istanbul et Et les Dimanches ?

### Jean-François Pérouse(2012-2017)
Jean-François Pérouse est agrégé de géographie, diplômé de l’Institut national des langues et civilisations orientales (INALCO) et auteur d’une thèse en géographie et aménagement sur Ankara entre 1919 et 1950. Maître de conférences HDR à l’université de Toulouse-II, il travaille depuis de nombreuses années en Turquie, notamment à l’Institut français d’études anatoliennes (IFEA) et à l'université Galatasaray.

### Bayram Balci (2017-2022)
Bayram Balci, né en 1969, est un chercheur du CNRS et du Centre de recherches internationales (CERI) Sciences Po Paris, docteur en science politique et civilisation arabo‐ islamique des Sciences Po Grenoble et Aix-en-Provence, spécialiste des mouvements islamistes turcs et de leurs activités missionnaires en Asie centrale post-soviétique, directeur de l'Institut français d’études sur l’Asie centrale (IFEAC) basé à Tachkent (Ouzbékistan) de 2006 à 2009. Il a été affecté en 2017, par détachement, au poste de directeur de l'IFEA d'Istanbul. 

## Travaux archéologiques menés ou soutenus par l'IFEA depuis sa création
- Fouilles d'Arslantepe (1932-1939 puis 1946-1951) Louis Delaporte puis sondages effectuées par Claude Schaeffer
- Fouilles de Yazılıkaya (1937-1939 puis 1948-1951) : Albert Gabriel (Inst. Fr. Archéo. de Stamboul), C.H.Emilie Haspels (École française d'Athènes) puis Halet Çambel (université d'Istanbul)
- Fouilles de Claros (1913, 1950-1961, 1988-1997, 2001-) Charles Picard (AIBL), Louis Robert (IFEA), Juliette de La Genière (université Lille-III), Nuran Şahin (Univ. Ege), Jean-Charles Moretti (MOM Lyon)
- Fouilles de Xanthos (1951-2010) Pierre Demargne, Pierre Devambez, Henri Metzger, Christian Le Roy, Jacques des Courtils (Univ. Bordeaux 3)
- Fouilles du Létôon (1962-2010) Christian Le Roy, Henri Metzger, Didier Laroche (ENSAS), Laurence Cavalier (Univ. Bordeaux 3)
- Fouilles de Zeyve Höyük-Porsuk (1968-) Olivier Pelon (MOM Lyon), Dominique Beyer (Univ. Strasbourg), Claire Barat (Université polytechnique des Hauts-de-France)
- Mission archéologique de Gülnar-Meydancıkkale (en) (1971-1989) Emmanuel Laroche (IFEA), Alain Davesne
- Fouilles de Cafer Höyük (1978-1986) Jacques Cauvin (en) (MOM Lyon)
- Afyon, Denizli, Kütahya, Uşak, Eskişehir, Konya Prospection d'épigraphie et de géographie historique (1983-?) Thomas Drew-Bear
- Gaziantep - Hatay Prospection paléolithique (1983-1988) Angela Minzoni-Déroche (ECP)
- Exploration archéologique et épigraphique en Lycie occidentale (1984-1986) Edmond Frézouls
- Prospection des ateliers de céramique de Tekir (ancienne Cnide) (1987) Numan Tuna, Jean-Yves Empereur, Maurice Picon, Dominique Kassab
- Prospection épigraphique franco-turque dans la cité de Sebastopolis du Pont (1988) Birsel Özcan (musée de Tokat), Brigitte Le Guen-Pollet (Univ. Paris 8), Bernard Rémy (Univ. Grenoble II), Michel Amandry (BnF)
- Fouilles de la Grotte d’Üçağızlı (1988-1990) Angela Minzoni-Déroche (ECP)
- Fouilles des ateliers d’amphores de Reşadiye-Datça (1988-1992) Jean-Yves Empereur, Numan Tuna
- Mission de la Bithynie médiévale (prospection 1989-1994) Jacques Lefort (EPHE)
- Mission archéologique et épigraphique en Carie (1989-2006) Pierre Debord (Univ. Bordeaux 3), Ender Varinlioğlu (Univ. Akdeniz Antalya)
- Fouilles de Sulusaray-Sebastopolis du Pont (1990) Birsel Özcan (Musée de Tokat), Jacques des Courtils (Univ. Bordeaux 3), Brigitte Le Guen-Pollet (Univ. Paris 8), Bernard Rémy (Univ. Grenoble II)
- Fouilles de Ganos (1991-1993) Nergis Günsenin (Univ. Istanbul)
- Prospection et fouilles des épaves de l'île de Marmara (1993-2004) Nergis Günsenin (Univ. Istanbul)
- Fouilles des ateliers amphoriques de Zeytinlik et de Demirci (1994-1997, 2000) Yvon Garlan (Univ. Reims), Dominique Kassab-Tezgör (Univ. Bilkent), İsmail Tatlıcan, Fuat Dereli (Musée de Sinop)
- Prospection archéologique dans la région de Kastamonu (1995-1998) Aslı Erim-Özdoğan (Univ. Istanbul), Catherine Marro (UMR 5133), Aksel Tibet (IFEA)
- Mission Obsidienne de la Cappadoce (1995-) Marie-Claire Cauvin, Didier Binder, Nur Balkan-Atlı
- Fouilles de sauvetage de Zeugma-Moyenne vallée de l’Euphrate (1995-2000) Catherine Abadie-Reynal (Univ. Nantes - IFEA), Rifat Ergeç (Univ. Gaziantep), Fatma Bulgan (Musée de Gaziantep)
- Fouilles de Tilbeshar (1995-2006) Christine Kepinski (CNRS - UMR 7041), Marie-Odile Rousset (CNRS - UMR 8167), Rifat Ergeç (Univ. Gaziantep), Fatma Bulgan (Musée de Gaziantep)
- Fouilles de Horum Höyük (tr) (1996-1999) Catherine Marro, Aksel Tibet (IFEA), Rifat Ergeç (Univ. Gaziantep), Fatma Bulgan (Musée de Gaziantep)
- Travaux de conservation des peintures murales de l'hypogée d'Elbeyli-İznik (1997) Alix Barbet (ENS), Selçuk Şener (Univ. Ankara)
- Fouilles d'Ani (1998-2003) Beyhan Karamağaralı (Univ. Hacettepe), Jean-Pierre Mahé (EPHE-Sorbonne)
- Prospection archéologique dans les provinces de Van, Ağrı et Iğdır (2002-2004) Catherine Marro (IFEA), Aynur Özfırat (Univ. Van)
- Mission archéologique des Beydağları (2003-) Isabelle Pimouguet-Pédarros (Univ. Nantes), Nevzat Çevik (Univ. Akdeniz Antalya)
- Fouilles de l’Agora de Smyrne (2003-2008) Thomas Drew-Bear (IFEA), Didier Laroche (ENSAS), Markus Kohl (IFEA - Univ. Lille 3), İsmail Taşlıalan (Musée archéologique Izmir), Akın Ersoy (Univ. 9 Eylül)
- Mission Monastères byzantins de la côte sud de la Marmara (prospection 2004-2009) Marie-France Auzépy (prof. émérite Univ. Paris 8) pour la période 2004-2008 puis Olivier Delouis (CNRS UMR 8167)
- Fouilles de Labraunda (1948-) [participation française depuis 2006] Axel Persson, Gösta Säflund, Pontus Hellström, Lars Karlsson (Univ. Uppsala), [fouille française depuis 2012] Olivier Henry (IFEA).
- Mission archéologique et épigraphique À l’Est d’Halicarnasse (2006-2009) Koray Konuk (CNRS - Univ. Bordeaux 3)
- Obsidian Use project (2008-2012) Laurence Astruc (IFEA)
- Mission archéologique d'Eurômos en Carie (2012-2018) Koray Konuk (CNRS - Univ. Bordeaux Montaigne)

## Ressources
L'IFEA organise plusieurs séminaires et conférences chaque semaine. Ils sont ouverts à tous publics. Pour plus d'informations rendez-vous sur le calendrier des événements de l'IFEA. L'IEFA met à disposition du public un certain nombre de ressources accessibles dans les locaux de l'IFEA ou à tout moment sur la page internet de l'Institut.
Conférences en ligne
Les conférences enregistrées sont consultables sur l'espace dédié à l'IFEA sur le portail Canal-U.
Bibliothèque
La bibliothèque est ouverte aux enseignants, chercheurs et étudiants. Elle compte actuellement près de trente mille ouvrages et huit cents périodiques, dont cent cinquante « vivants ». Reflet fidèle des activités de recherche, elle présente un profil multidisciplinaire et regroupe des collections spécialisées dans les domaines suivants : archéologie, byzantinologie, études turques et ottomanes, islamologie, domaine caucasien et centre-asiatique, recherches sur le sud-est européen, études urbaines. Les ouvrages en langue française forment l'essentiel de la bibliothèque. Toutefois, certains fonds regroupent des ouvrages en langues dites « rares » : langues de l'Europe du Sud-est, turc, russe, langues du Caucase et de l'Asie centrale… Le fonds « voyageurs », qui rassemble environ cinq cents titres, dont certains remontent au XVIIIe siècle, constitue une des principales richesses de la bibliothèque. À signaler aussi une importante collection de cartes anciennes et de plans de villes (Istanbul, Izmir…) réalisés à l'initiative de compagnies d'assurance. Enfin, une centaine de microfilms rendent compte de la diversité de la presse ottomane de langue française. Dans une autre salle de la bibliothèque, quelque cinq mille ouvrages qui couvrent une zone allant des pays de Transcaucasie (Arménie, Géorgie, Azerbaïdjan) aux confins orientaux de l'Asie centrale, représentent une collection unique à Istanbul.
La Carthothèque de l'IFEA

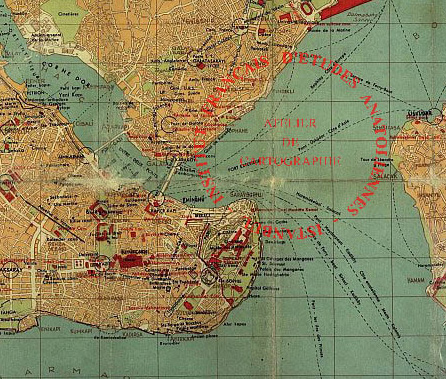
Ancienne carte du Bosphore

Le fonds cartographique de l’IFEA regroupe plus d'un millier de documents dont :
- un fonds précieux de cartes anciennes (XIXe et début du XXe siècle) en ottoman, de l’Empire ottoman et d’Istanbul :
  - 26 feuilles « Roumélie impériale » au 1/210 000,
  - 20 feuilles d’Istanbul et ses environs « édition ottomane » au 1/25 000,
  - 75 feuilles de la Turquie « édition ottomane » au 1/200 000,
  - des cartes de la Turquie durant la période ottomane au 1/200 000 et 1/400 000,
  - diverses autres cartes anciennes ;
- des cartes autrichiennes du XIXe et du début du XXe siècle qui représentent principalement les Balkans, au 1/300 000 et 1/200 000 ;
- un atlas de la partie occidentale de l’Asie mineure au 1/125 000 (H. Kiepert, 1892). L’atlas comprend une carte synoptique des divisions administratives des provinces de l'Empire ottoman et quinze planches détaillées ;
- plusieurs cartes d’Asie Mineure au 1/400 000 dressées par H. Kiepert entre 1902 et 1906 : vingt-quatre planches pliées regroupées dans deux coffrets ;
- des plans d’Istanbul et d’Izmir dressés pour évaluer les primes d’assurances par la compagnie Goad entre 1904 et 1906 au 1/600 et 1/3 600 ;
- une collection pratiquement complète des plans d’assurance d’Istanbul dressés par Pervitich entre 1922-1945 aux échelles : 1/250, 1/375, 1/500, 1/600, 1/1 000, 1/2 000, 1/2 400 et 1/4 000 ;
- plusieurs couvertures topographiques de la Turquie :
  - 123 feuilles au 1/200 000 dressées entre 1940 et 1950,
  - une série au 1/500 000 publiées au cours des années 1970,
  - une série complète au 1/800 000 publiée dans les années 1930,
  - une série complète au 1/1 000 000 des années 1970 ;
- deux séries de cartes géologiques de la Turquie au 1/100 000 et au 1/500 000 et des cartes géologiques diverses ;
- de nombreux plans parcellaires d’Istanbul à des échelles variées (tirages souvent de mauvaise qualité).

Hébergement

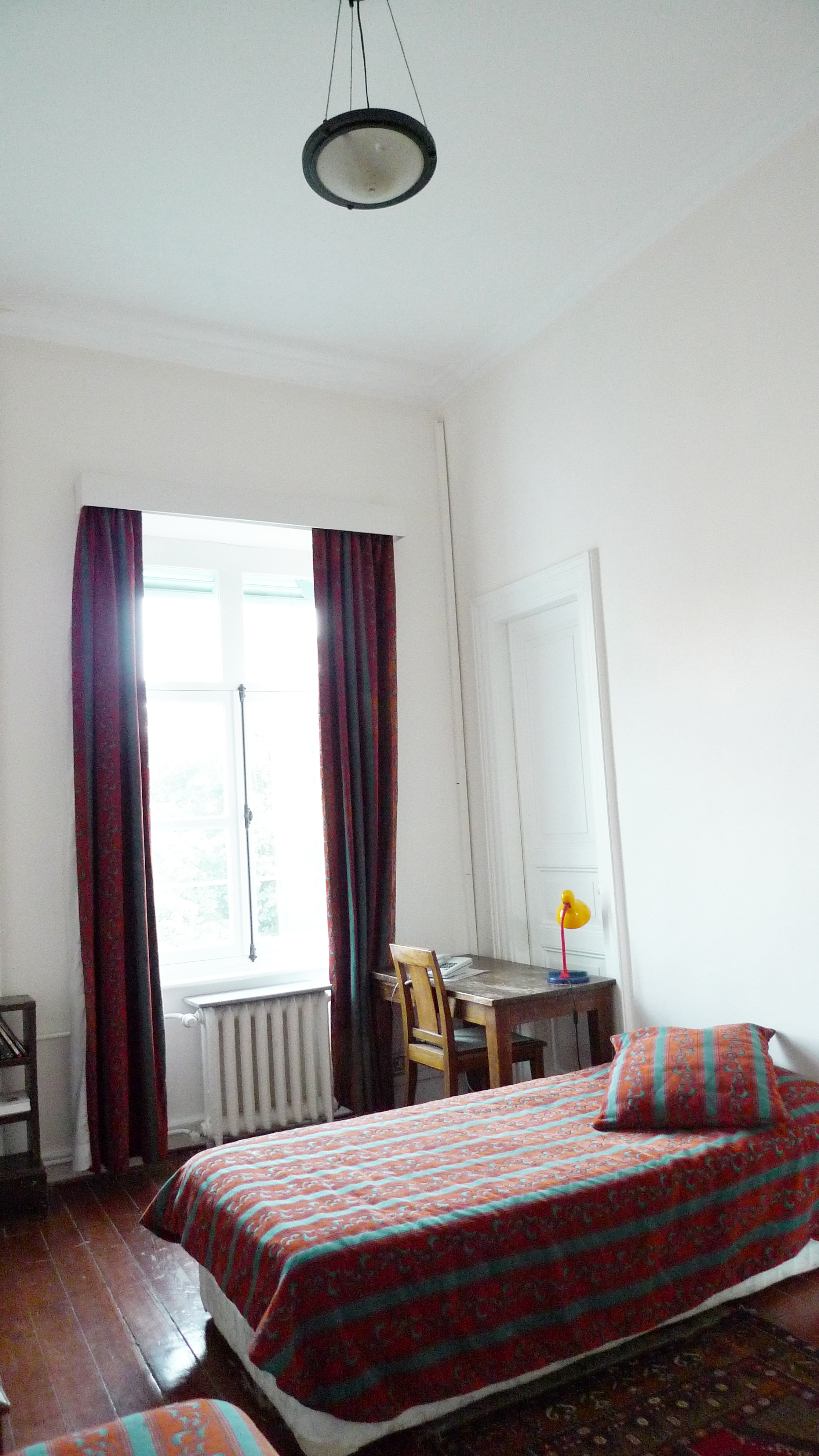
Chambre à l'IFEA.

L'IFEA met à la disposition des visiteurs le souhaitant cinq chambres, dont trois avec salle de bain individuelle. Chaque chambre offre à son occupant une vue d'exception sur le Bosphore. Les pensionnaires ont la possibilité d'utiliser la bibliothèque, une cuisine collective ainsi qu'une salle de repos dotée d'une télévision.
Il est possible pour un particulier de loger à l'IFEA. Pour plus d'informations, rendez-vous sur le site de l'IFEA.

### Bibliothèques d'Orient
L'IFEA est un des fondateurs de Bibliothèques d'Orient, une bibliothèque numérique internationale lancée en 2017 qui cherche à regrouper des documents témoignant des relations entre la France et le Proche-Orient. Une partie de ses collections sont accessibles à travers ce site.

## Principaux axes de recherche
Archéologie
L'IFEA soutient de nombreux projets archéologiques.
L'IFEA organise fréquemment des séminaires archéologiques en direction des chercheurs et étudiants.
L'IFEA est aussi une plateforme d'accueil et de soutien aux chercheurs. Des équipes menant des recherches sur des sites ou dans des musées trouvent au sein de l'Institut un appui logistique et matériel dans la mise en place de leur projet.
L'Observatoire urbain d'Istanbul (OUI)
L'Institut français d'études anatoliennes d'Istanbul (IFEA) a créé en 1988 l'Observatoire Urbain d'Istanbul (OUI). Cet organisme organise chaque mois des séminaires et conférences accessibles au public. L'OUI propose aussi des « excursions urbaines » portant sur l'analyse d'un thème précis. Enfin, l'OUI est en mesure de mettre en relation des collectivités, entreprises ou organismes français avec leurs homologues stambouliotes.
L'OUI met de nombreux documents à disposition du public : cartes, photographies, rapports d'analyses, dossiers thématiques…
Ainsi l'un des thèmes analysés en 2009-2010 abordera la problématique du développement durable à Istanbul.
L'Observatoire de la vie politique turque (OVIPOT) 

## Localiser l'IFEA
L'IFEA est situé dans l'enceinte consulaire dite Palais de France, ancienne ambassade de France à Istanbul. Le bâtiment occupé par l'Institut, construit en 1874, était autrefois le drogmanat de l'Ambassade.
Adresse :
Institut français d'études anatoliennes
Palais de France
Nuru Ziya Sokak, 10 P.K.54
TR-34433 Beyoğlu - Istanbul
Turquie